# Адольф Бургундский
Адольф Бургундский (нидерл. Adolf van Bourgondië; 1489[…] — 1540, Беверен, Восточная Фландрия) — военачальник Испанских Нидерландов на службе Габсбургам, флотоводец, адмирал Нидерландов.

## Биография
Голландский дворянин. Единственный сын Филиппа Бургундского-Беверена и Анны Борселенской. Внук Антуана Бургундского, незаконнорождённого сына Филиппа III Доброго, герцога Бургундии. Сеньор де Вере, виконт Эр-сюр-ла-Лис, граф де Ла-Рош.
В 1498, после смерти своего отца, получил в наследство маркграфство Беверен и Флиссинген, графство Ла-Рош, а по матери — Вере, замок в графстве Камбре и титул виконта Эр-сюр-ла-Лис и другое.
Учился у Якоба Бадта, друга Эразма Роттердамского, который был частым гостем в доме Адольфа.
Кавалер ордена Золотого руна (1515).
С 1517 до своей смерти в 1540 году занимал пост адмирала Нидерландов.
В 1509 женился на Анне ван Берген, дочери Иоанна (Яна) III ван Бергена.
В браке с ней родилось 7 детей, в их числе, Максимилиан II Бургундский, штатгальтер испанской короны нескольких районов Семнадцати провинций — Голландии, Зеландия и Утрехта, генерал-адмирал, который после смерти отца унаследовал пост адмирала Нидерландов и адмирала Фландрии.